# Fedovo
Fedovo (in lingua russa Федово) è una città situata in Russia, nell'Oblast' di Arcangelo, più precisamente nel Pleseckij rajon.